# 102-й Конгресс США
Сто второ́й Конгре́сс США — заседание Конгресса США, действовавшее в Вашингтоне с 3 января 1991 года по 3 января 1993 года в период последних двух лет президентства Джорджа Буша-старшего. Обе палаты, состоящие из Сената и Палаты представителей, имели демократическое большинство. Распределение мест в Палате представителей было основано на переписи населения 1980 года.
В настоящее время данный Конгресс — последний, где республиканцы занимали места в Сенате от Калифорнии.

## Важные события
- 17 января 1991 года—28 февраля 1991 года — Война в Персидском заливе
- 15 октября 1991 года — утверждение Сенатом кандидатуры Кларенса Томаса в Верховный суд США
- 5 мая 1992 года — Алабама ратифицирует поправку к Конституции Соединённых Штатов, которая делает закон о 27-й поправке. Эта поправка запрещает Конгрессу США повышать себе заработную плату в среднесрочной или ретроактивной форме.
- 3 ноября 1992 года — Президентские выборы 1992 года, победу на которых одержал демократ Билл Клинтон

## Ключевые законы
- Закон об агенте «оранж» (1991)
- Закон о гражданских правах (1991)
- Закон о контроле над химическим и биологическим оружием и запрете их военного использования (1991)
- Закон о высокопроизводительных вычислениях (1991)
- Закон о сокращении советской ядерной угрозы (1991)
- Закон о защите китайских студентов (1992)
- Закон 1992 года о демилитаризации бывшего Советского Союза (1992)
- Закон об эффективности интермодальных наземных перевозок (1992)
- Закон о защите дрифтерных промыслов в открытом море (1992)
- Закон о заброшенных баржах (1992)

### Конституционные поправки
- 20 мая 1992 года — Палата представителей и Сенат принимают одновременную резолюцию, подтверждающую, что Двадцать седьмая поправка к Конституции США была ратифицирована надлежащим образом, несмотря на неортодоксальный период более 202 лет для выполнения задачи[1].

## Членство

### Сенат
| Период | Всего | Вакантно | Партии                 | Партии                 | Партии |
| Период | Всего | Вакантно | Демократическая партия | Республиканская партия |        |
| ------ | ----- | -------- | ---------------------- | ---------------------- | ------ |
| Начало | 100   | 0        | 56                     | 44                     |        |
| Конец  | 100   | 0        | 58                     | 42                     |        |

### Палата представителей
| Начало | 435 | 0 | 267 | 167 | 1 |
| Конец  | 434 | 1 | 267 | 166 | 1 |